# Synodontia aneitensis
Synodontia aneitensis là một loài rêu trong họ Dicnemonaceae. Loài này được Broth. & Watts mô tả khoa học đầu tiên năm 1915.